# Communauté de communes du Chalabrais
La Communauté de communes du Chalabrais est une ancienne communauté de communes française, située dans le département de l'Aude et la région Languedoc-Roussillon. Fondée en 1998, elle disparaît au 1er janvier 2014, absorbée dans la Communauté de communes des Pyrénées Audoises.

## Composition
Elle regroupait 14 communes:
| - Caudeval - Chalabre - Corbières - Courtauly | - Gueytes-et-Labastide - Montjardin - Peyrefitte-du-Razès - Puivert | - Rivel - Saint-Benoît - Sainte-Colombe-sur-l'Hers - Sonnac-sur-l'Hers | - Tréziers - Villefort |